# Сінт-Мартенсбрюг
Сінт-Мартенсбрюг (нід. Sint Maartensbrug) — село в нідерландській провінції Північна Голландія. Входить до муніципалітету Схаген.
Його площа становить 7,98 км², а населення станом на 2021 рік складало 715 осіб.
Перша згадка про населений пункт датується 1613 роком.

## Галерея

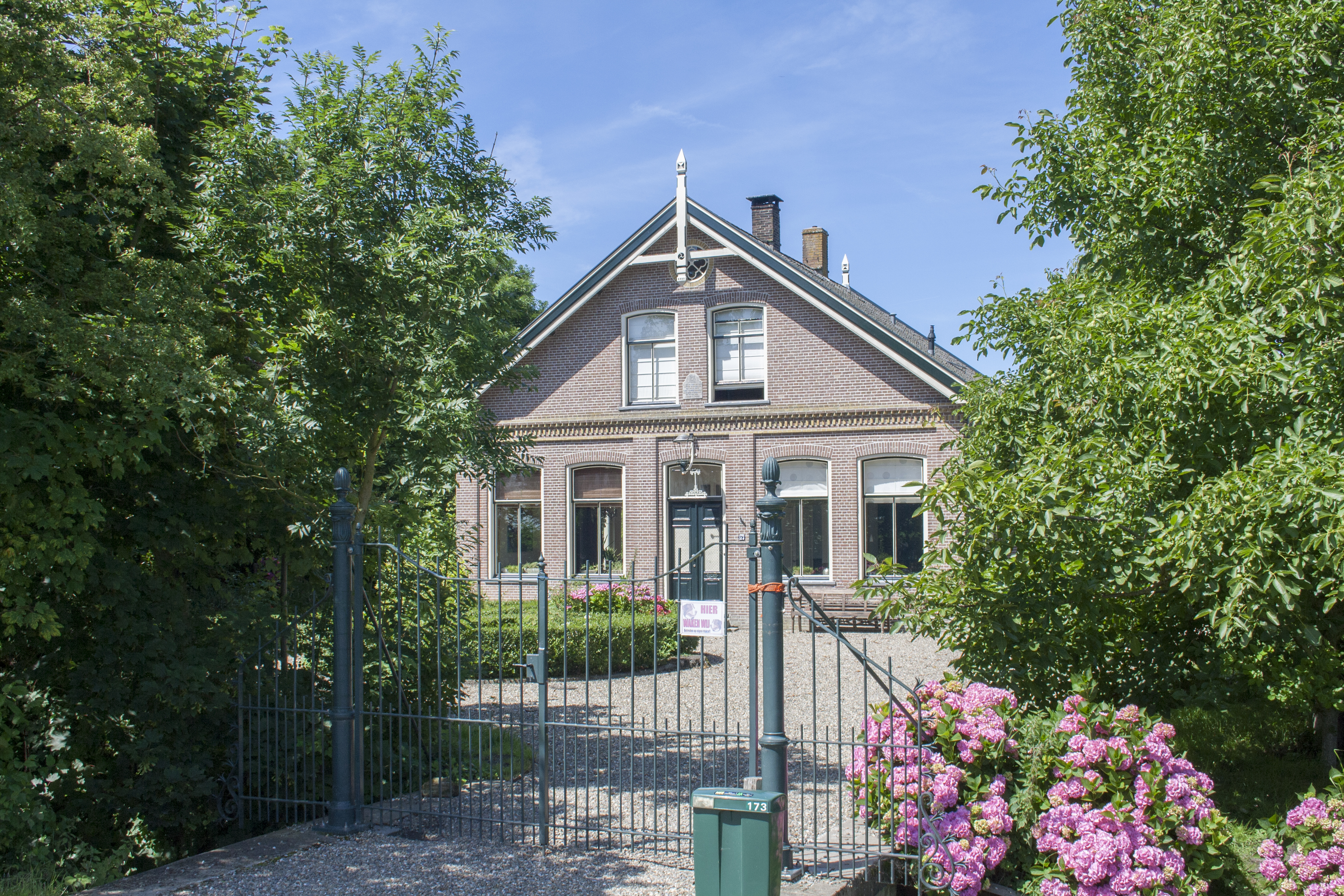
Ферма у Сінт-Мартенсбрюзі
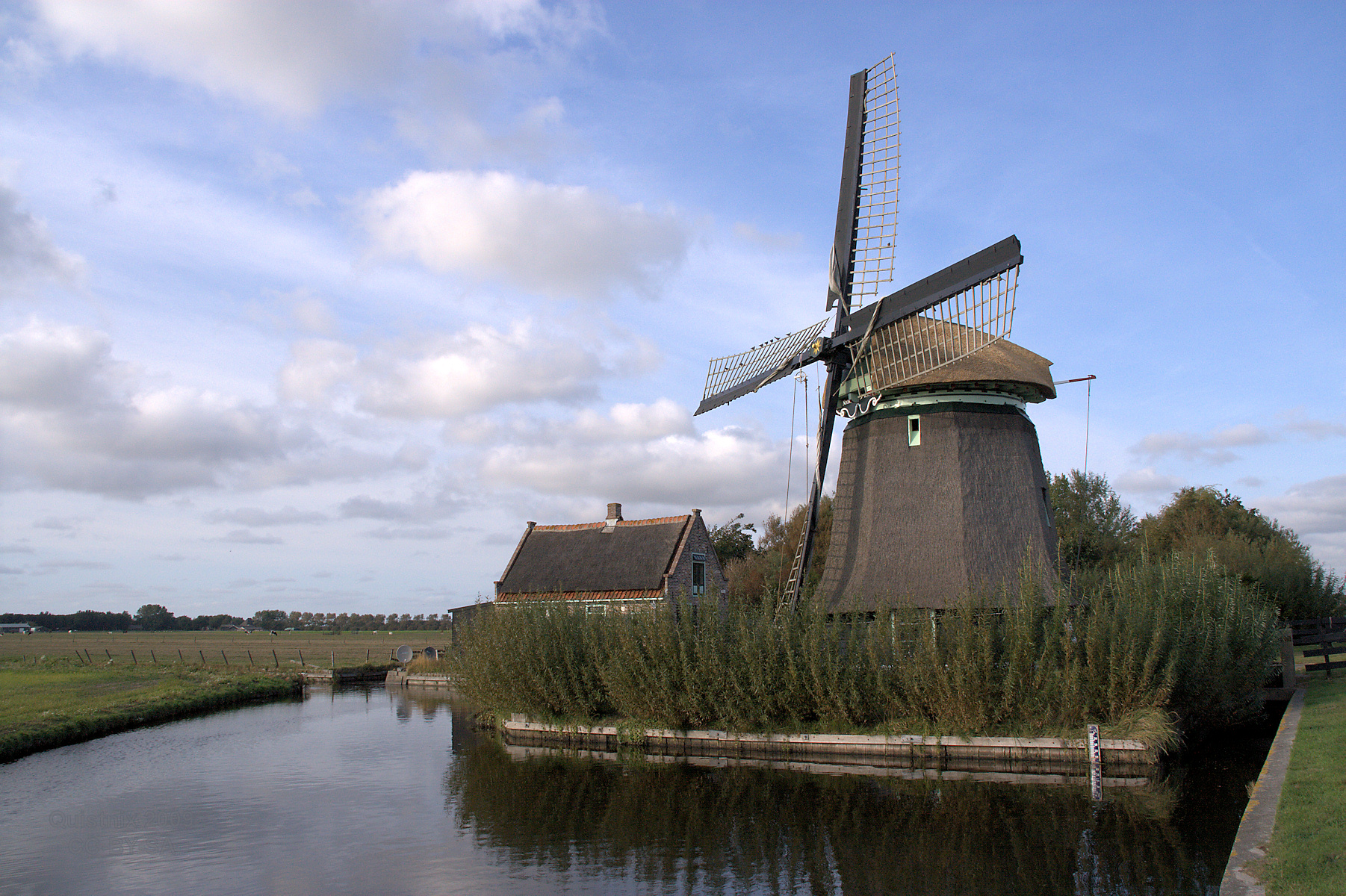
Вітряк Noorder-G
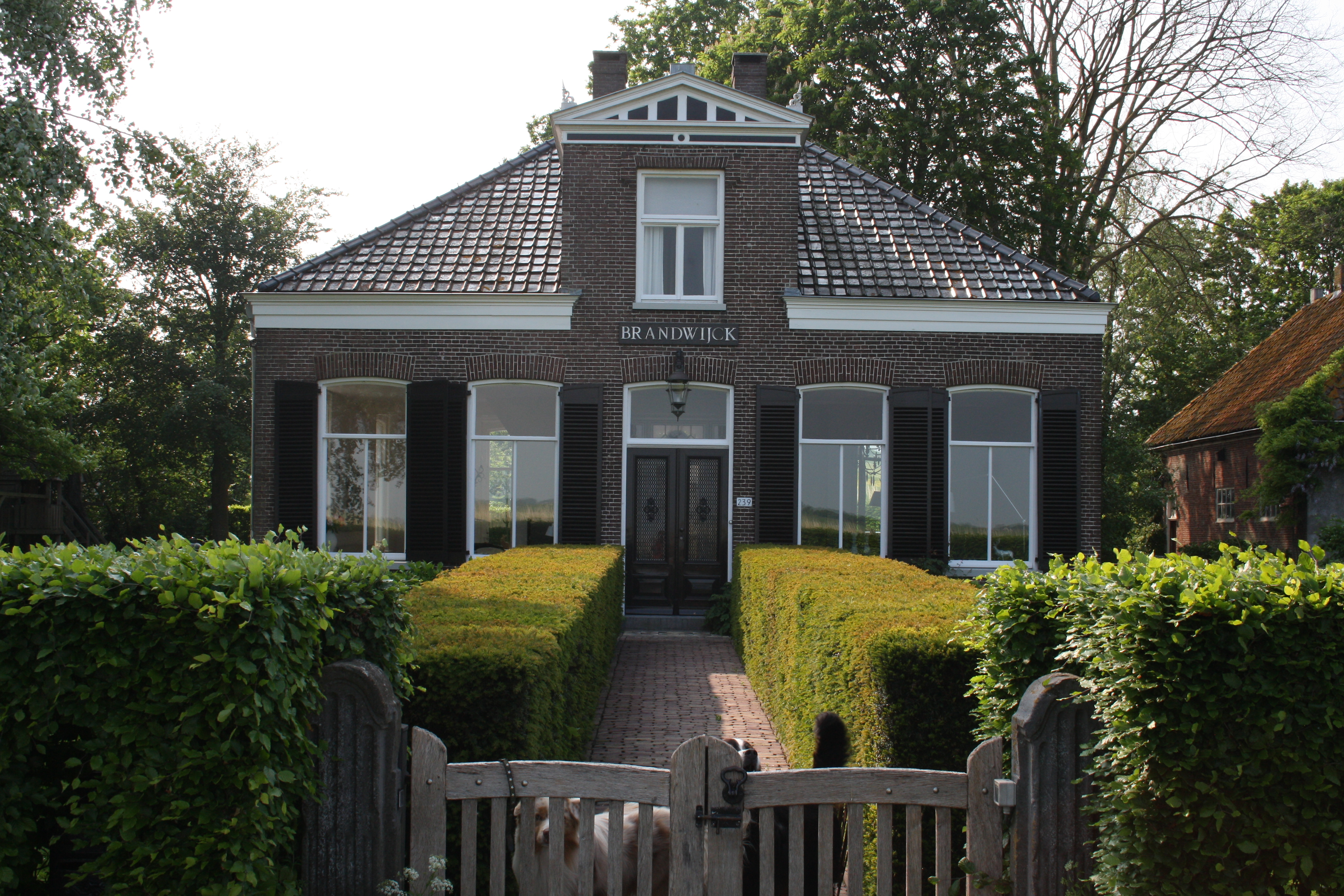
Ферма у Сінт-Мартенсбрюзі
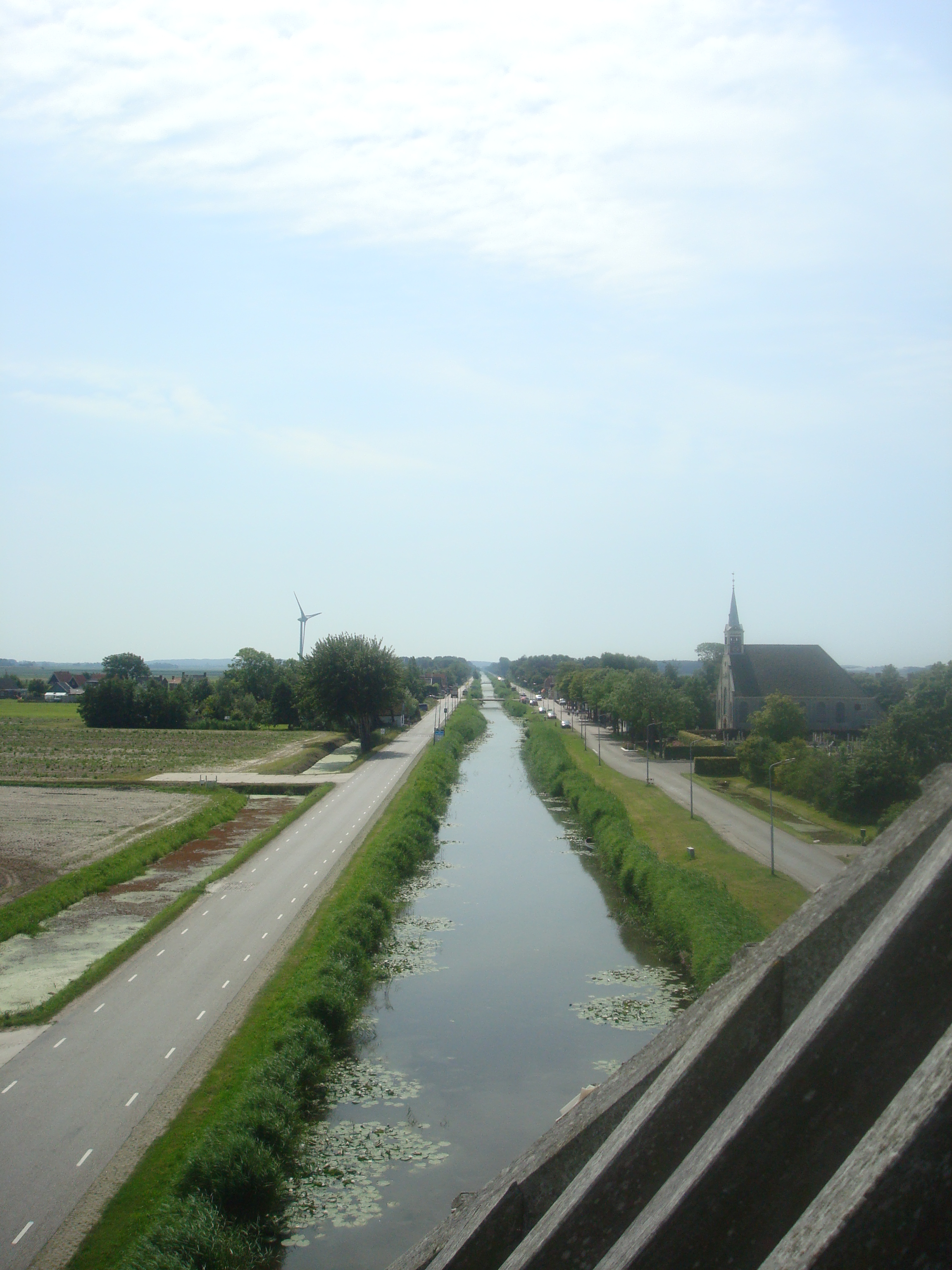
Вид на село